# Emil Axman
Emil Axman (3. června 1887 Rataje – 25. ledna 1949 Praha) byl český hudební skladatel, publicista a folklorista.

## Život
Narodil se v rodině kantora a varhaníka Viléma Axmana v Ratajích u Kroměříže. (1850–1939). Po studiích na gymnáziu v Kroměříži (v době studia zpíval v Moravanu a ve sboru v kostele sv. Mořice a jeho učitelem zpěvu byl Ferdinand Vach) odešel v roce 1906 do Prahy, kde studoval estetiku, hudební vědy a historii na Karlově univerzitě. Souběžně navštěvoval hodiny skladby u Vítězslava Nováka, teorie u Karla Steckera a kontrapunktu u Otakara Ostrčila. Dne 29. května 1928 se stal řádným členem České akademie věd a umění.
Axman se věnoval i sběru slováckých písní na Kroměřížsku. Vliv moravského folkloru prostoupil do většiny jeho skladeb. Pro své hluboké znalosti a orientaci v historii se stal pracovníkem knihovny Národního muzea v Praze a později i na krátký čas po osvobození v roce 1945 ředitelem Národního muzea. Byl přispěvatelem do odborného tisku, ale často publikoval i v Lidových novinách. Připojil svůj podpis pod výzvu prokomunistické inteligence Kupředu, zpátky ni krok!, jež byla publikována dne 25. února 1948 na podporu komunistického převratu. Zemřel v roce 1949 v Praze a je pohřben na hřbitově v Kroměříži. V Kroměříži je po něm pojmenovaná i ulice.

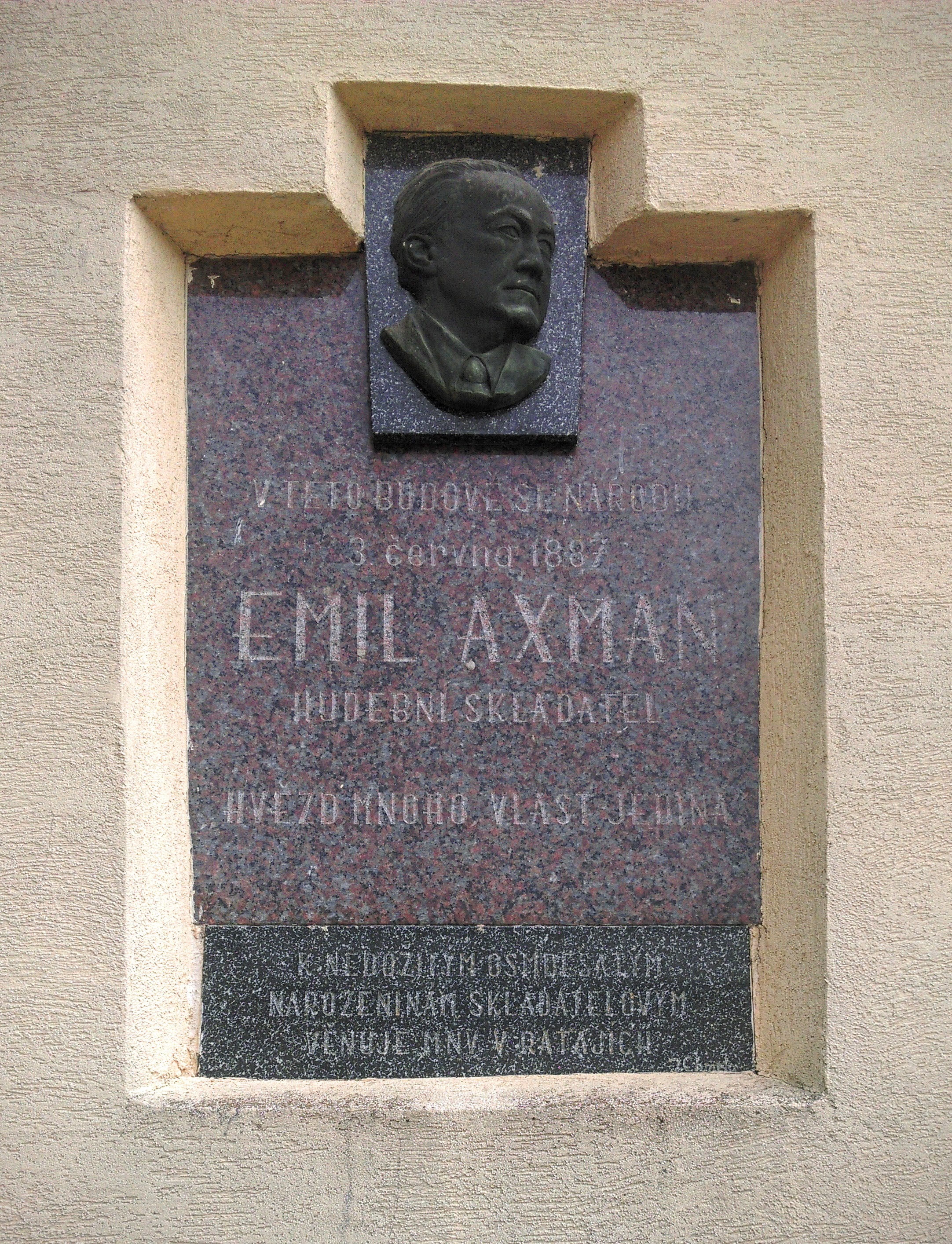
Pamětní deska na rodném domě v Ratajích

## Dílo
Je autorem mnoha desítek vokálních i instrumentálních skladeb, které se staly pevnou součástí odkazu tradičního proudu v české hudbě první poloviny 20. století.
Je autorem práce s názvem Morava v české hudbě XIX. století. Praha 1920., ve které se zabývá teorií lidových písní a jejich sběrateli.
V přízemí chropyňského zámku zřídilo Muzeum Kroměřížska nevelký památník připomínající Axmana, který v roce 1946 zkomponoval Znělku městečka Chropyně pro dechové nástroje.
Rozsáhlý soubor dokladů, korespondence, ilustračního materiálu (programy, plakáty, kritiky, fotografie) a zejména Axmanových skladeb ve formě autografů je uložen  v Hudebněhistorickém oddělení Národního muzea – Českého muzea hudby. Celý fond je zpracován v inventáři, který obsahuje také uložení dalšího materiálu v jiných institucích.